# Entre Rios (Guarapuava)
Entre Rios (deutsch: zwischen Flüssen, amtlich portugiesisch Distrito de Entre Rios) ist ein Bezirk des Munizips Guarapuava im Bundesstaat Paraná in Brasilien.
Entre Rios wurde 1951 mit der Ankunft von 500 donauschwäbischen Familien nach dem 2. Weltkrieg gegründet.

Wappen der Donauschwaben

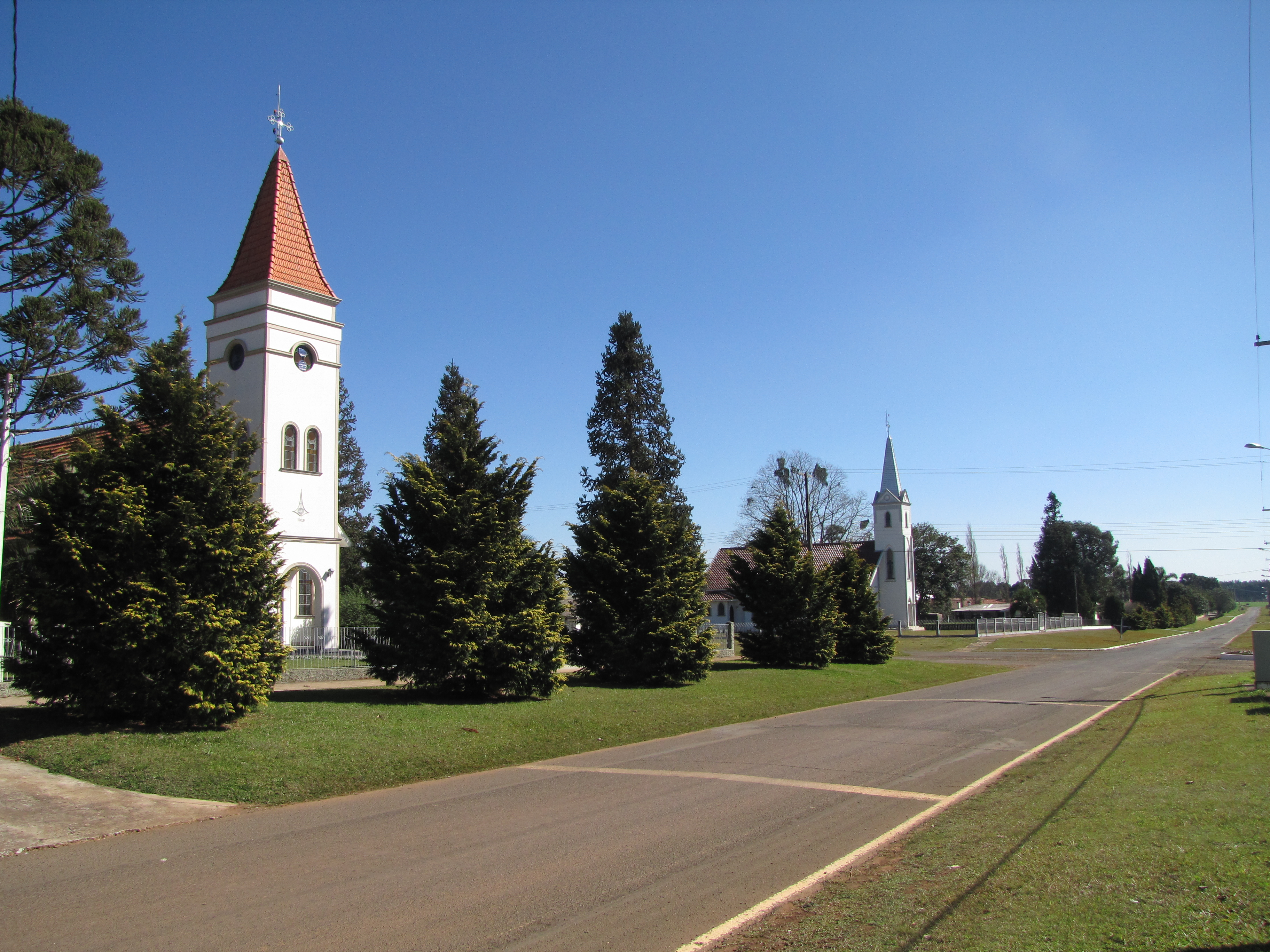
Entre Rios, Colônia Cachoeira. Vorne die lutherische Kirche der IECLB-Gemeinde und hinten die katholische Kirche.

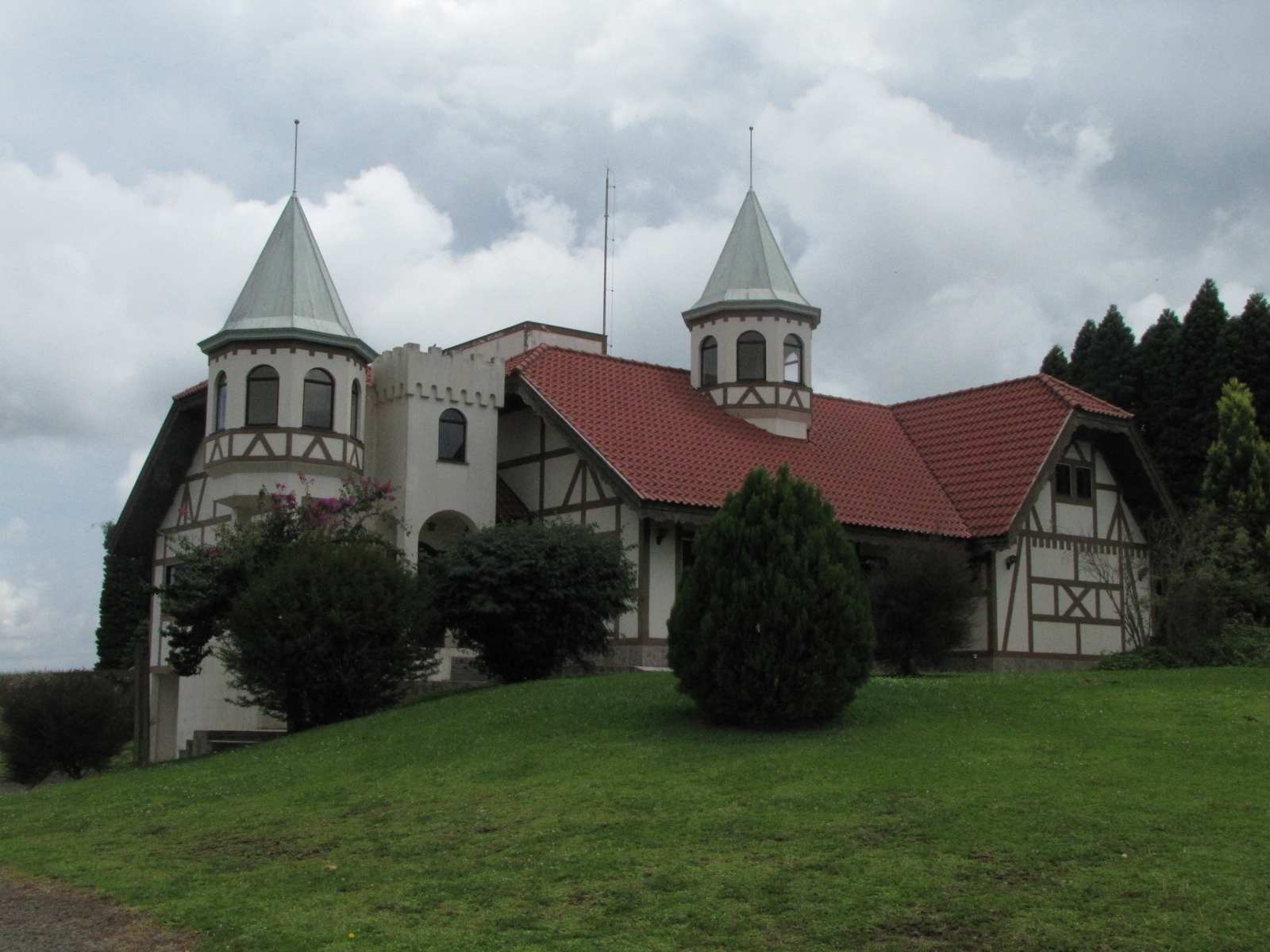
Entre Rios, typisch deutsche Architektur

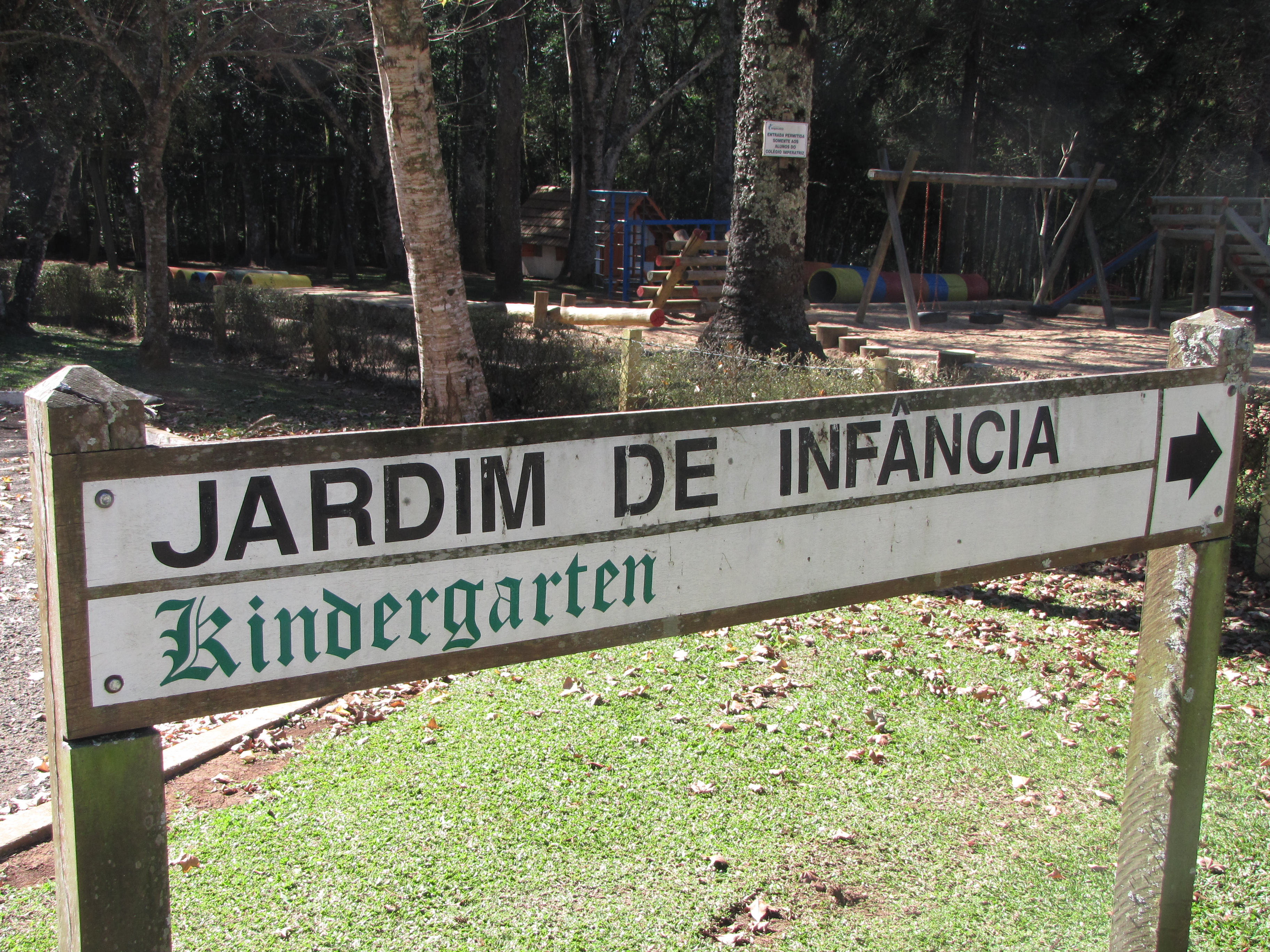
Kindergarten in Entre Rios

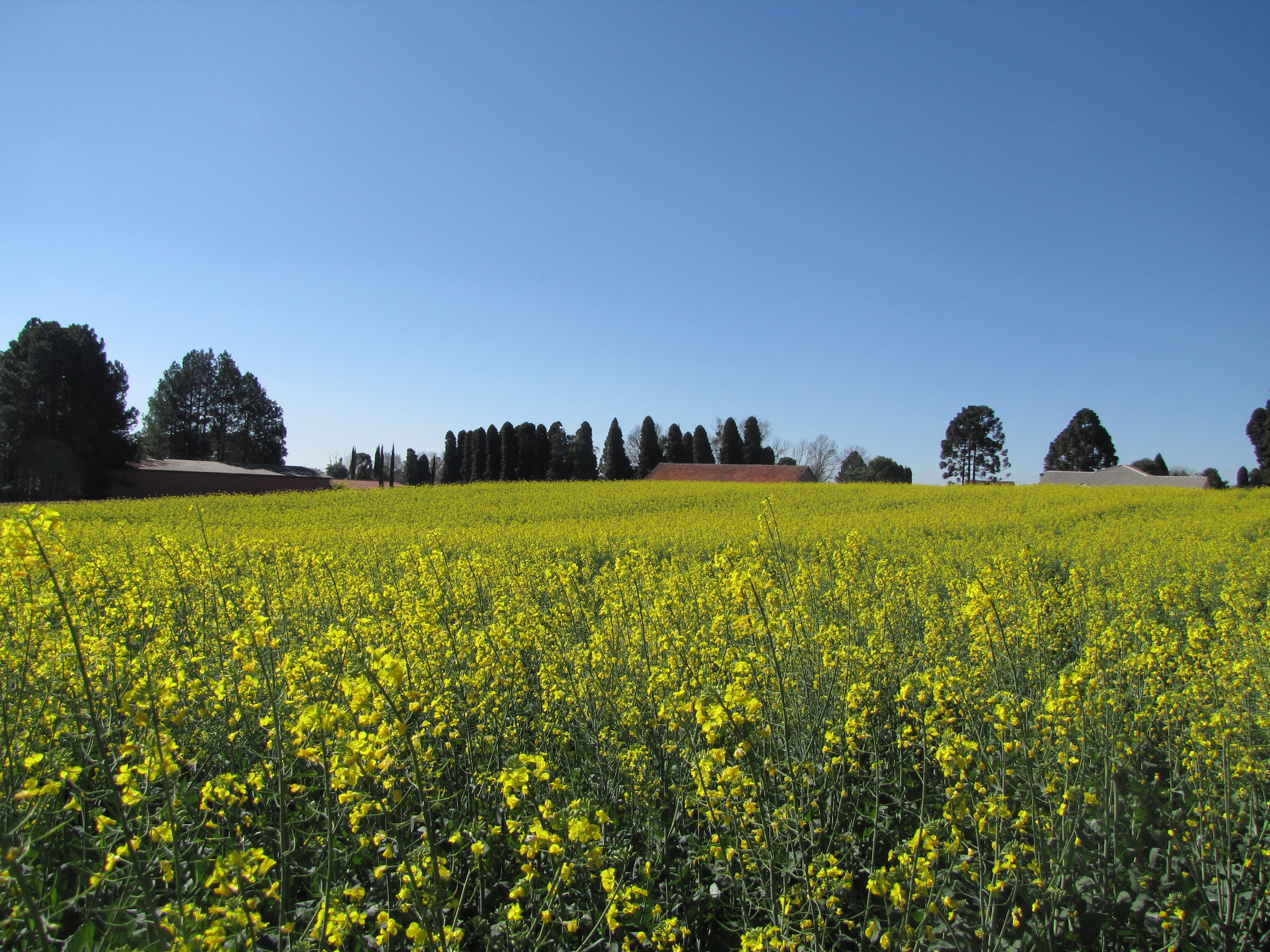
Entre Rios, Feld in der Colônia Samambaia

## Geschichte
Nach dem Zweiten Weltkrieg siedelten sich im Jahr 1951 donauschwäbische Auswanderer in Entre Rios an. Die „Schweizer Europahilfe“ stellte den etwa 500 Familien (2.466 Personen) einen Betrag von rund 9 Mio. Schweizer Franken für Landkauf, Transporte, Ankauf von Maschinen und Aufbau der Siedlung zur Verfügung. Auch in Brasilien selbst gab es für die Kolonisation Unterstützung. Die insgesamt 7 Transporte wurden von Schweizer Dominikanerschwestern begleitet, die später auch im Bereich des Schul- und Gesundheitswesens von Entre Rios wirkten.
Der Bezirk Distrito de Entre Rios wurde am 27. Juni 1962 durch das Staatsgesetz Lei Estadual n.º 4.583 gegründet.
Die Siedlung umfasst fünf Dörfer (Vitória, Jordãozinho, Cachoeira, Socorro und Samambaia), deren Bewohner hauptsächlich von der Landwirtschaft leben. Sie sind größtenteils in der Genossenschaft Agrária organisiert, die um die 570 Mitglieder und über 1000 Mitarbeiter hat. Angebaut wird hauptsächlich Mais, Soja, Weizen, Braugerste und Hafer. Die Siedler gründeten eine eigene Schule, heute Kaiserin Leopoldina Schule genannt sowie ein Krankenhaus (Hospital Semmelweis) und unterhalten ein Heimatmuseum (Museu Histórico de Entre Rios) sowie die Donauschwäbisch-Brasilianische Kulturstiftung, die sowohl das Kulturzentrum Mathias Leh als auch ein deutschsprachiges Radioprogramm umfasst. Dieses wird von Rádio Universitária Entre Rios FM in Zusammenarbeit mit der Universität UNICENTRO ausgestrahlt.
Mittlerweile ist die Genossenschaft Agraria, welcher die meisten Nachfahren der Donauschwaben angehören, der größte Malzproduzent Südamerikas. In den vergangenen Jahren wird auch der ökologische Anbau in dieser Gegend immer wichtiger.

## Geologie
Der Distrikt liegt etwa 30 Kilometer südlich von der Stadtmitte. Zudem liegt er an den beiden wichtigsten Flüssen, dem Rio Jordão und dem Rio Pinhão. Ein Hochlandgebiet umschließt den Distrikt, welcher auf einer Höhe von 1100 Metern über Normalnull liegt.

## Klima
In Entre Rios herrscht grundsätzlich gemäßigtes Klima, das zwei Ernten im Jahr gestattet. Nachtfröste im Winter, anhaltende starke Regenfälle, aber auch teilweise Trockenperioden gefährden jedoch zuweilen den Ertrag der Aussaaten. In den vergangenen Jahren fand eine deutliche Klimaveränderung durch El Niño statt. Gelegentlich kommt es im brasilianischen Winter zu Schneefall und Temperaturen um den Gefrierpunkt.

## Städtepartnerschaft
Seit 1988 besteht eine Gemeindepartnerschaft mit Rastatt in Baden-Württemberg. Diese wurde unter dem Gesichtspunkt der oben erwähnten donauschwäbischen Wurzeln eingegangen.